# Clifford Cocks
Clifford Christopher Cocks, (né le 28 décembre 1950) est mathématicien et cryptographe britannique au GCHQ qui inventa la méthode de chiffrement très utilisée maintenant communément appelée RSA, environ trois ans avant son développement indépendant par Rivest, Shamir, et Adleman au MIT. Il n'a généralement pas été reconnu pour cette réussite parce que son travail était par définition classé secret, donc pas rendu public à l'époque.